# آل حرفوش

الحرافشة أو آل حرفوش عائلة من خزاعة

## أصل العشيرة
تعود كلمة حرفوش في معناها للجذر (حرفش) وقد جاء في لسان العرب في معنى الكلمة: 

أصــلهم من العراق من قبيلة خزاعة، ويقال أن أصل العائلة يعود إلى حرفوش الخزاعي الذي عقدت له الراية في حملة أبو عبيدة بن الجراح على بلاد بعلبك، ولقد تطرق بالحديث عن نِسبَتِهمْ لخزاعة كل من:
- المؤرخ الأستاذ عيسى إسكندر المعلوف[2]، حيث ذكر نسب أمراء آل حرفوش بعلبك بقوله: «ينسب الأمراء الحرفوشيون إلى خزاعة وكانت مواطنهم في أنحاء مكة».[3]
- المؤرخ والدكتور سعدون حمادة إذ يقول:«إلا أنه يمكننا تأكيد الانتماء الخزاعي لهذه العائلة (آل حرفوش- بعلبك) وارتباط أبنائها بعلاقة ما مع خزاعل العراق، نظراً إلى تواصل هذه العلاقات بينهما على امتداد قرون عدة. وتكرار هذا النسب في قصائد الشعراء التي قيلت في مديحهم على امتداد العصور. ولا زالت حية في ذاكرة العوام، تعدد مآثرهم وأيامهم[4]».
- أما الدكتور والمؤرخ حسن عباس نصر الله فيقول[5]:...تواجد الشيعة في بعلبك ومنطقتها منذ الفتح الإسلامي، وقطنتها جماعات من القبائل التي حضنت التشيع، وتركت أثاراً، ففي بعلبك بوابة همدان التي ذكرها ابن عساكر في تاريخ دمشق. وأما خزاعة فهي أهل الحرافشة الذين حكموا بعلبك وحولوها إلى إمارة شيعية، خلال ثلاثة قرون تحت عناوين عدة أبرزها العنوان الأثري والعنوان السياسي. وأعطى أمثلة على ذلك.[6]
- كما جاء في كتاب نظام المسؤولية عند العشائر العراقية:«إن عشيرة الخزاعل التي يقطن معظمها في لواء الديوانية هي حجازية الأصل (خزاعة) أما الآن تعرف ب (خزاعل) ولهم جماعة لا يستهان بهم في إيران كذلك لهم جماعة في لبنان بقضاء بعلبك هم (الحرافشة)[7]».
- ويقول الإمام العلامة المرحوم السيد مهدي القزويني الحسيني المتوفي في اليوم الثاني عشر من شهر ربيع الأول سنة 1300 هـ - 1884 م، في كتابه أنساب القبائل العراقية وغيرها؛ إن حرفوش الخزاعي كان ضمن من دخل الشام من خزاعة، حيث شهد معهم فتوح الشام.[8]
- ما ذكر عن إنتسابهم لخزاعة في النسخة الألكترونية من كتاب موسوعة القبائل العربية ص 748 وما يليها

### بين حرفوش والحنش
جاؤوا من العراق إلى غوطة دمشق ثم إلى بعلبك ويقول ألوف صاحب تاريخ بعلبك ما حرفيته «أول سند تاريخي لبني الحرفوش ذكره صالح بن يحيى مؤرخ بيروت فقال بأن الملك الظاهر سيف الدين برقوق استعان بالأمير علاء الدين الحرفوش على تركمان كسروان. وإن علاء الدين المذكور قتل في موقعةٍ جرت بين حاكم دمشق يَلْبُغا وأمير العرب سنة 1393م.» انتهى. 

ونسبتهم إلى علاء الدين الحرفوشي كما قال ألوف استناداً لصالح بن يحيي مؤرخ بيروت هو خطأ وقع فيه وأخذه عنه كثيرون من بعده كما يقول الدكتور حسن عباس نصر الله والدكتور سعدون حمادة. حيث يقول الدكتور حسن عباس نصر الله في كتابه تاريخ بعلبك:
«لعل ألوف وهم في الاسم لأن صالح بن يحيى لم يأت في كتابه تاريخ بيروت على ذكر علاء الدين الحرفوش بل أورد علاء الدين ابن الحنش؛ عندما عدد أسماء الأمراء الذين قتلوا في موقعة عذرا بين حاكم دمشق (يَلْبُغا) ونمير أمير العرب حيث قال بن يحيى: فُقدَ شجاع الدين عبد الرحمن بن عماد الدين وقتل في (تلك اليوم) علاء الدين بن الحنش، وكان ذا سطوة وتجبر وكان قبله قد قتل منطاش والده وأخيه مسكوهما من بعلبك، وكان علاء الدين المذكور (ابن الحنش) قد أعطاه السلطان برقوق أمرية طبلخاناة... وجرده إلى تركمان كسروان».

كما يقول ابن إياس في كتابه بدائع الزهور:«ومهما يكن من أمر، فإن الغزالي في بداية عهده طبق السياسة العثمانية بحذافيرها، وظل على ولائه التام للسلطان سليم الأول، وسرعان ما قضى على تمرد ناصر الدين بن الحنش وحليفه ابن الحرفوش – الذي لم تذكر له المصادر التاريخية اسماً- قرب بعلبك في 26 ربيع الأول 924هـ /7 نيسان (إبريل) 1518م». وعلى الأرجح أنه الأمير أحمد الحرفوش والد الأمير موسى (الأول) الحرفوشي.

ومن الغرابة بمكان أن المؤرخ عيسى إسكندر المعلوف قد رجع أيضاً إلى رواية ألوف في كتابه دواني القطوف ولم يرجع إلى الأصل وهو كتاب تاريخ بيروت لصالح بن يحيى!! فتم الوقوع في نفس الخطأ مرة ثانية، علماً بأن هذا الكتاب يعتبر أول كتاب تناول تاريخ المناطق اللبنانية ويعتبر من أهم الكتب التي يحرص كل مؤلف على أن يقتني نسخة منها، وقد طبع منه أكثر من طبعة ومتوفر في الأسواق وقد حققه كل من صليبي، كمال، هوريس، فرنسيس، كوتان، أنطوان وهو من مطبوعات دار المشرق، بيروت، لبنان.

### أول ذكر لإبن الحرفوش
ورد اسم ابن الحرفوش لأول مرة كنائب عن بعلبك في حوادث سنة 903هـ 1497م، فكان في عداد المشاركين في حصار دمشق مع الدوادار أقبردي الذي ناصره من المقدمين شيخ بلاد نابلس حسن إسماعيل، ونائب بعلبك ابن الحرفوش، ومقدم الزبداني ومقدم التيامنة ابن بشارة، ومنذ ذلك التاريخ حتى وقت مبكر من النصف الثاني من القرن التاسع عشر، ستبقى سلالة هذا النائب بارزة في جميع التطورات التي شهدتها مدينة بعلبك وبلادها،

وبذلك تكون مدة حكمهم ما يقارب ثلاثة قرون ونصف القرن من عام 1497م حتى 1865 م تاريخ القبض على الأمير سلمان ، إتسمت خلالها في كثير من الأحيان بالنزاع فيما بينهم والعصيان على الدولة وتبديل التحالفات فيما بينهم وبين الأسر الحاكمة المحيطة بهم. كما جاء في كتاب الثورة الشيعية في لبنان لسعدون حمادة أن أول إشارة لهم وردت في يوميات الرحالة المملوكي ابن طوق عام 1480م، عن كتاب التأسيس لتاريخ الشيعة، جعفر المهاجر ص 113.
وقد ذهبت تواريخهم مع الحوادث ولم يبق منها إلا النزر اليسير. ويعود ذلك لما يقوله الباحث الغربي هو البروفسور ستيفان ونتر حول تغييب الدور الشيعي المحوري في تاريخ لبنان:

| آل حرفوش | إن التجربة الشيعية في العصر العثماني حُذفت من الرواية اللبنانية الوطنية، وأقصى المسيحيون المعاصرون المختصون بكتابه عرض الأحداث وسيرة القديسين، اللبنانيين الآخرين عن باقي مكونات لبنان التاريخي. وأصبح النظام اللبناني الكلاسيكي المستقبلي هو نتاج مخيلة المنظرين المسيحيين. فلم تكن الإمارة على القبائل الدرزية يوما هي المؤسسة الوحيدة للحكم الذاتي في لبنان.إن تاريخ أمراء الدولة العثمانية الشيعة هو البديل للروايات الشائعة (أي الروايات عن الملجأ الدرزي الماروني الجبلي الذي أصبح فيما بعد لبنان وبمعنى آخر التاريخ الرسمي الذي حذف الطوائف الأخرى عن التاريخ وأقصاها ومنهم الشيعة والبس لبنان بكافة مناطقه وطوائفه تاريخ أمراء جبل الشوف دون غيرهم )، ويستطرد ونتر ليقول بأن تاريخ أمراء الشيعة هو دور محوري وأساسي في تاريخ لبنان حيث يتحدى المرويات اللبنانية في جوانب مختلفة، حيث هذا جزء مما خلص إليه في أطروحة الدكتوراة العائدة له والمنشورة عن جامعة شيكاغو عام 2002. | آل حرفوش |

كما أردف البروفسور ونتر السابق ذكره ليقول: 
| آل حرفوش | إن التاريخ (بصفة عامة وتاريخ لبنان كما بين أعلاه بصفة خاصة) لا يمكن حجبه أو تعديله أو تبديله إلى الأبد، فلا بد أن يسطع نور الحقيقة يوماً فيبدد الزيف والغث، ويوقظها من سباتها مهما طال الزمن، وقد يأتي صوت الحق عبر القارات والشعوب والحضارات ليقول إن غموض الصورة التاريخية في لبنان يعود إلى أن المؤرخين المحليين طلبوا من وقائع التاريخ أن تشهد بأن هوية هذه المناطق تعود إلى الدروز والموارنة لا إلى الطارئين. | آل حرفوش |

و للمزيد حول هذا الموضوع يمكن الرجوع لرأي المؤرخ والشيخ جعفر المهاجر المتلفز في حلقة خير جليس الخاصة بعرض وتحليل كتاب تاريخ الشيعة في لبنان للدكتور سعدون حمادة.

### أشهر أمرائهم
من أشهرهم الأمير علي بن موسى الحرفوش(1537-1590م)"إن الوثائق العثمانية الرسمية تؤكد، من خلال ذكر بعض أخبار الأمير على والمراسلات المتعلقة به، أنه كان من أعظم أمراء بلاد الشام سلطاناً ونفوذاً في عصره، وربما في العصور العثمانية اللاحقة."

#### تَسلم الإمارة وأصبح أميراً قبل عائلة معن
لايوجد كلام أكثر عن مشاركة (علي) بن موسى الحرفوشي في حملة اليمن، حيث بعد بضعة سنوات عُين ابن حرفوش «سنجق بيك» في حمص وتدمر وليس في صيدا، هذه الحاكمية الرسمية منحت له سنة 1568 لكونه اختير ليقود فصيلاً مساعداً في هذه الحملة (الحملة التأديبية على اليمن)، أي عشرين سنة قبل ان تستلم عائلة معن لقب الإمارة.

#### تحويل صيدا - بيروت إلى بيكلربيك عام 1585
العثمانيين اهتمّـوا بتحويل سنجقيّة صيـدا ـ بيروت إلى بيكلربيك، تحت حكم علي الحرفوشي سنة 1585(وهي رتبة بدرجة وزير لم يحصل عليها لا قبله ولا بعده أي زعيم وطني)، وأنّـــــه ابتــداءً من السنة 1590 اتخـذ فخــرُ الدين المعني وابنُـــه علي، ولاحقاً كل ســنجقيّة صفـد ـ بيروت لعِـــدّة سنوات كسنجق بيك.

## صفاتهم التي اشتهروا بها
حكموا بعلبك والبقاع وحمص وتدمر  في بعض الأحيان، واتصفوا بالكرم والشجاعة وقد أعطوا بسطة في الجسم وصباحة في الوجه، وكان منهم الشعراء، والعلماء والفرسان والأمراء الحكام. وكانوا مسلمين شيعة سكنوا قلعة بعلبك وبنوا فيها وحولها دورا لهم. ولهم في بعلبك مقبرة ما زالت ليومنا هذا، كما أن ســــجلات تعييـــــــــن التيمــــــــــار (روزنامجي) منذ عام 1555م تذكـــر أن الحرفوشـيين كانوا اصحاب إقطـاعات واســعة في بعلبك ووادي العجم والجولان السوري حالياً.

إبان محنة الجزار، التجأ إليهم عدد من العلماء والمشايخ والأهالي من جبل عامل، فأكرموهم وآووهم وحموهم من بطش أحمد باشا الجزار. وطلب إليهم الجزار مرة أن يدفعوا ما يترتب عليهم من الميرة فأرسل له الأمير الحرفوشي أكياساً معبّأة بنعالِ الخيل، إشارة إلى أنه ليس له عنده سوى الحرب، وهذا الأمير هو جهجاه بن مصطفى الحرفوشي.

### التقليد المتوارث عن بطولاتهم
إن التقليد المتوارث والمستمر، لا يزال حتى اليوم يروي بطولات الحرافشة في ساحات الوغى، كما تتردد مآثرهم القتالية في التراث الشعبي المنظوم، قصائد عامية، قيلت على لسان بعض أمرائهم، ولا يُعرف ناظمها الأصلي، وإنما يرددها من يحفظها ليس في البلاد التي عرفت عزهم فحسب، بل في بلاد أخرى كبادية حمص وصحاري الحماد، دون أن يعرف منشدوها بالضرورة من هم الحرافشة فعلاً، إنما يكتفون بترداد اسم أحد أمرائهم باعتباره فارساً مغواراً، دون ربطه بتاريخ أو منطقة أو بعائلة.ويقَوّلون (بفتح القاف) سلطان، وجهجاه، وقبلان، وسلمان قصائد شعبية لها نفس ملحمي، دون أن يكون لها خلفية تاريخية أو واقعية محددة.

و حتى لو إبتعدنا عن التقليد فإن مصادر تاريخية رزينة وموثوقة لدرجة كبيرة، حفلت بأخبار عن فروسيتهم وجرأتهم، أمثال ميخائيل ألوف صاحب كتاب تاريخ بعلبك، أو السيد محسن الأمين في أعيانه.

### بيان بالقرى والجفلكات لآمراء آل حرفوش المصادرة
بنى الامراء الحرافشة دورهم في كرك نوح وفي قب الياس وسرعين ومشغرة واتخذوها بعد بعلبك حواضر لولايتهم البعلبكية. وفيما يلي بياناً بالقرى والجفلكات التي كانت ملكاً لهم وتمت مصادرتها من قبل الدولة العثمانية:

العين (بعلبك)، الفاكهة، الرأس، تمنين الفوقا، نبحا، شعت، مقنة، حشمش، حزين، تمنين التحتا، حوش السنيد، يونين، حدث، كفردان، طليا، حوش تل صفية، قنا، سرعين، نبي شيت، سعدية، نصيرية، ماسا، نبي عثمان، حوش الرافقة، جبولة، حوش الذهب، وردين، عدوس، طاريا، شمسطار، كفر عرباي، حوش حالا، بودي، اللبوة، ومن مدينة بعلبك: بستان شبشول، بستان خنجر، طاحون خنجر، بيت الإمارة، إزّيها، بستان رأس العين، بستان زعيم، جنينة اللطامة.

## قلاع إمارة بعلبك الحرفوشية
1. بعلبك
2. اللبوة
3. العين
4. رأس بعلبك
5. حدث بعلبك
6. سرعين
7. كرك نوح
8. قب الياس
9. مشغرة[38]

## خلاصة الحملات العثمانية العشرة على الحرافشة- بعلبك (1784: 1792م)
إن تاريخ الصدام العسكري بين ولاة الشام وأمراء الحرافشة، هو أبرز ما في تاريخ هذه الإمارة. لذلك من الصعب إستعراض هذا الصدام بتفصيل وافٍ، فقد جرد الولاة العثمانيين على سبيل المثال، أكثر من عشر حملات عسكرية على بعلبك في مدة لا تتجاوز العشر سنوات خلال الفترة (1784م-1792م)، أي بمعدل حملة كل عام. وفيما يلي خلاصة هذه الحملات:
1. سنة 1784م: أرسل والي دمشق أغلب الظن إبراهيم باشا حملة على بعلبك ففشلت في احتلالها وهزمت وحوصرت في القلعة.
2. سنة 1784م: أنفذ والي دمشق جيشاً قوياً إلى بعلبك، فأحرق منازل الحرافشة وصادر أملاكهم وأعدم ثلاثة من أمرائهم.
3. سنة 1786م: قام الحرافشة بحملة مضادة احتلت بعلبك وطردت متسلمها التركي.
4. سنة 1787م: هاجم جيش عثماني بقيادة الملا إسماعيل بعلبك فإنهزم وبقي الحكم بيد الحرافشة.
5. سنة 1788م: أرسل والي الشام أغلب الظن إبراهيم باشا حملة أخرى ولكنها هُزمت وحوصرت أيضاً.
6. سنة 1788م: دخلت حملة من جنود حمص والشام إلى بعلبك، وصدر فرمان بتعيين قائدها إسماعيل الكردي حاكماً على المدينة وبرها إلا أن المعارك انتهت بانتصار الحرافشة على عساكر الشام في معركة الكرك ودخولهم إلى بعلبك ظافرين.
7. سنة 1790م: إنهزم الحاكم الجديد أمام الحرافشة الذين لاحقوه حتى الزبداني.
8. سنة 1791م: قتل الحرافشة نحو ثلثي جنود حملة والي الشام وإنهزم الباقون.
9. سنة 1792م: معركة القرعون بين العثمانيين والحرافشة.
10. سنة 1792م: معركة مع الجزار بعد هجومه على الفرزل وأبلح، وفشل حملاته المتكررة.[39]

شارك الأمير جهجاه في معظم هذه المعارك حيث جرت خلال فترة حكمه (1787م: 1817م)

## الأمير الحرفوشي بين الحاكم والملتزم
لا ينطبق نظام الالتزام العثماني المعمول به في معظم أنحاء الإمبراطورية بما فيها بلاد الشام على طبيعة ممارسة الحاكم الشيعي سلطته في المناطق اللبنانية ولا على علاقته مع الجهاز الإداري والسلطوي في الولاية التابع لها نظرياً. إن أهمية عقد الالتزام وجوهره في المطلق أن يؤسس حالة واقعية ووصفاً قانونياً لإدارة مقاطعة عثمانية ولكن العقود العائدة إلى المناطق الشيعية ليست في حال صدورها أكثر من اعتراف رسمي وتوثيق إداري بواقع قائم على الأرض دائم ومستمر لا يتأثر كثيراً بالموقف الرسمي ولا يترك له إلا هامشا ضيقاً وظرفياً ومتقطعاً للتصرف المحكوم غالباً بالغصب والقهر، مما يلزم الوالي العثماني العاجز عن التدخل في هذا الأمر أن يداري مكرها واقع الأمور «ويترك حكم البلاد إلى قوم من الشيعة رغماً عن بيت عثمان أصحاب الحق فيه». من هنا يختلف الحاكم في بلاد الشيعة عن الملتزم في جبل الدروز. يتولى الأول منصبه نتيجة أوضاع طائفية واجتماعية وعشائرية، تحمله إلى مركز القيادة إرادة عامة لجماعته من محكوميه وسائر الناس دون كبير اعتبار لإدارة السلطة المركزية بينما يبدو الأمر على نقيض ذلك في جبل الدروز مثلاً حيث يجد الملتزم نفسه أسير غربتين تتحكمان بمنصبه وعلاقته بمن منحه هذا العقد وتحددان له خطواته ومطامحه وسياساته اولاهما غربة الطائفة، إذ إنه ينتمي إلى طائفة تختلف عن طائفة محكوميه، وثانيتهما، غربة العصبية، لأن عائلات درزية عديدة استأثرت بالعصبيّات القوية وحجزت لنفسها مكاناً دائماً في سُلم القيادة في حيّز جغرافي محدد، وضعها في مكان الوسيط والحاجز بين الحاكم ومحكوميه بتعذر التواصل مباشرة، فلا يمكنه فرض سياسته أو ضرائبه أو الدعوة إلى القتال، إلا بواسطة هذه العائلات القوية التي هي وحدها تملك، في الواقع، سلطة القرار في الأمور الأساسية والمهمة. وهذا ما دفع الديبلوماسية الفرنسية لرعاية مواطنيها ومراسليها إلى الاعتماد على الحاكم الشيعي وذريته طالما يحكمون بعلبك والبقاع أو جبل لبنان رغم الامتيازات الأجنبية المعروفة بين فرنسا والسلطنة العثمانية.
وهذا ما يفسر استمرار حكم الحرافشة لبلاد بعلبك والبقاع لما يقارب الأربعمائة عام دون أن تتمكن الدولة العثمانية من إزاحتهم عن الحكم، بالإضافة إلى أن من الشروط التي فرضها الحرافشة على الدولة العثمانية هي عدم خضوع أهالي المنطقة للجندية، فحمتهم بهذا من الموت في الغربة في سبيل الأطماع التوسعية للدولة العثمانية. بالإضافة إلى ماسبق فإن الأمير موسى بن علي الحرفوش استطاع أن يجند في حملاته خمسة عشر الف مقاتل قلما وصل غيره من كافة الأمراء لتجنيد هذا العدد من الجيوش بالإضافة إلى امتلاكهِ لقرار الحرب والسلم دون سواه، وهذا يعتبر دليلا كافياً ليثبت أنهم كانوا حكاماً فعليين وليسوا ملتزمين حيث ما حاجة الملتزم لمثل هذا العدد، ناهيك عن نفقات تجهيزهم وإعدادهم وتدريبهم ونفقات الدعم اللوجستي لهم. كما دخل الأمير علي بن موسى الحرفوش في مفاوضات مع الدولة العثمانية، حيث أن الوثائق العثمانية الرسمية تؤكد، من خلال ذكر بعض أخبار الأمير على والمراسلات المتعلقة به، أنه كان من أعظم أمراء بلاد الشام سلطاناً ونفوذاً في عصره، وربما في العصور العثمانية اللاحقة. وقد توصل إلى أن يفرض شروطاً على إسطمبول، لقاء قبوله بحكم مناطق واسعة لم يصل أي أمير محلي واحد لحكمها من بعده، وكان من شروطه على الباب العالي أن تتحول إقطاعاته الواسعة إلى ما يشبه إدارة مستقلة تلحق رأساً بإسطمبول، ويكون هو بيكلربك على رأسها (وزير) وأن يستثنى سكانها من الجندية، وبالتالي يتبين أنها كلها صلاحيات سيادية مارسوها فعليا طوال فترة حكمهم المديد. ومن بعض الأمثلة أيضاً التي تؤكد على صلاحياتهم الواسعة التي مارسوها فعلاً داخل إمارتهم، ما استطاعه الأمير يونس بمؤازرة أبنائه: حسين وأحمد وعلى ومحمد من أن يقيم إمارة قوية اعترف بها السلطان في اسلامبول. وصار يفوض إليه إقامة السلام ومساعدة الولاة في دمشق وطرابلس وحمص وحماة... مما يؤكد ان هنالك التباس واضح في المصطلحات عند البعض في هذا الأمر، فالعبرة دائما هي في الصلاحيات التي تعتبر المعيار الموضوعي للحكم.

## المؤرخون اللبنانيون والحرافشة
أهمل المؤرخون اللبنانيون عموماً أخبار الحرافشة باعتبارهم خارج الإطار اللبناني المتعارف عليه في أيامهم، والذي لم يكن يتجاوز جغرافياً جبل الشوف وجبل لبنان وساحلهما. من جهة ثانية كان تشيعهم يصنفهم خارج الملة التي ينتمي إليها هؤلاء المؤرخون. وجلهم من رجال الدين الذين لم يبذلوا جهداً كبيراً في إخفاء تجاهلهم وتحاملهم على أخبار الحرافشة، كما فعلوا مع حكام جبل لبنان من الشيعة.

ويقول السيد محسن الأمين صاحب أعيان الشيعة: «لا يمكننا التصديق برميهم بالظلم وعسف الرعية وأخذ أموالها زيادة عن كل من يتولى الحكم، إما زيادة في التشنيع عليهم بذلك مما لا نجدهم يقولونه في غيرهم (الأمراء المعنيين والشهابيين..وغيرهم) وفي غير محله، وسببه، إن القوم كانوا في عصر من يخالفهم في العقيدة من المسلمين، وجوار غير المسلمين وحكامهم، فالقدح لا يخلو من العصبية، وكانوا من الشيعة مثالا للأخلاق الكريمة والشجاعة الفائقة والفروسية وإكرام السادات والعلماء، وقد أُعطوا بسطة في الأجسام وصباحة في الوجوه». وقد قال السيد الأمين هذا في معرض الرد على صاحب تاريخ بعلبك  ميخائيل موسى ألوف الذي قال عنهم في ص 86 من كتابه تاريخ بعلبك، طبعة 1926 «الأمير حرفوش الخزاعي جد هذه العائلة عقدت له راية بقيادة فرقة في حملة ابي عبيدة ابن الجراح على بعلبك واستوطن بعدئذٍ المدينة وكثر نسلهُ وكانوا من أعظم الأعيان فيها إلى أن تيسر لهم الاستقلال في مدينة بعلبك وأقاليمها وبلاد البقاع في أواخر حكم سلاطين مصر والمماليك فسادوا وحكموا ثم ظلموا وعتوا وتسلطوا على الرعية وأموالها حتى نفرت الأهالي ولاسيما النصارى منهم فهجروا المدينة إلى زحلة حتى عمرت بهم ولذلك ينسب السواد الأعظم من سكان زحلة إلى بعلبك والرأس. .»

وهنا يظهر ان ألوف قد خرج عن جادة الصواب مرة أخرى حين عزى هجرة المسيحيين من بعلبك إلى زحلة إلى ظلم آل حرفوش، حيث جاء الرد عليه بعد 106 سنوات نتيجة دراسة جدية جاءت لتفند هذا الإدعاء حيث اثبتت أن أمراء آل الحرفوش، كانوا يشاركون في الكثير من مناسبات ترسيم رجالات الكنيسة، وفي تسيير أُمور الأديرة المحلية. تقول التقاليد أن الكثير من المسيحيين غادروا بعلبك في القرن الثامن عشر إلى مدينة زحلة الأحدث والأكثر أمنا بســبب ظلم آل الحرفوش وجشعهم، ولكن دراساتٍ أكثر جدّيّــــة قد وضعت هذه التفسيرات موضع تساؤل، مشيرة إلى أن آل الحرفوش في حلفٍ متينٍ مع آل المعلوف العائلة الأرثوذكسية في زحلة (حيث التجأ مصطفي الحرفوش بعد بضعة سنوات) ومُظهرةً أن السّــــلبَ في مختلف المناطق وجاذبيــــــة النمو الاقتصادي لزحلة هي سببُ انحدار بعلبك في القرن الثامن عشـــر وأي قمع هناك لم يكن يستهدف المســيحيين على نحـوٍ خاص، فعائلة عســيران مثلاً يُقــالُ أنهـــــا غـادرت بعلبك في تلــك الفترة لتجنُّــــــــــب عزل آل الحرفوش إياهم ، وقد اسّـسوا لأنفسهم وضعاً أفضل ، كواحدةٍ من أوائل عائلات صيدا التجارية فيما بعـــد ، بل إنهم خدموا كقناصل مُعتمَـدين لإيران.
ويرجع تحالفهم مع آل معلوف إلى أن بنو شبلي المعلوف من فرع أبي عسوس قد سكنوا في بلاد بعلبك وتركوا موطنهم كفر عقاب وكانوا يترددون منذ سنوات إلى تلك البلاد فرأى منهم الأمراء الحرافشة بسالة وحمية ونشاطاً حملهم على ترغيبهم في سكنى بلادهم، ثم أقطعهم الأمير مصطفى الحرفوشي محل قرية شليفا وما يجاورها ولا سيما وردين وبحامة فبنوا تلك القرية وصاروا أعوان للحرافشة.

### المؤرخون ومذهب آل حرفوش في بعلبك
عانى الشيعة في بلاد بعلبك بعد غيابهم حالة من الضعف والتراجع لاحظها قنصل عام فرنسي عمل في بيروت بعد أكثر من عقد على نفيهم فكتب إلى حكومته:

"إن القسم السوري الذي يمتد في الشمال حتى الهرمل وفي الجنوب نحو جبل الشيخ ومرتفعات راشيا وحاصبيا والتي تحتوي السهول الخصبة في البقاع وبعلبك ذات أهمية كبيرة بموقعها الجغرافي بين لبنان و"أنتي لبنان" (الجبل الشرقي) وبسكانها.

كان قضاء بعلبك فيما مضى تحت التبعية المطلقة للمتاولة ولكن شيئاً فشيئاً أخذ المسيحيون يحلون مكانهم فإذا لم تتوقف هذه الحركة فمن المرجح بعد عدة سنوات أن يأخذ الروم مكان عدة آلاف من المتاولة لا يزالون في هذه النواحي.

ومن أجل إقامة التوازن بين الطائفتين قام مدحت باشا بجهود ناشطة في القسطنطينية حتى يحصل على العفو لصالح العائلة الشديدة الأهمية، حرفوش التي سادت قبل نفيها، في قضاء بعلبك.
إن سهول البقاع التي كان قسم منها ملحقاً بلبنان منذ عدة سنوات هي حالياً وبشكل كامل بين يدي المسيحيين وخصوصاً الموارنة.

إن هذا السهل الذي فيه ماية وأربعين قرية يدفع مليون فرنك ضرائب مع نفقاته الإدارية لا تتجاوز خمس وأربعين ألف فرنك وفيه ثلاثين مدرسة بروتستانتية".

نال الحرافشة من تجاهل المؤرخين اللبنانيين المعاصرين والمتأخرين ما نال أبناء طائفتهم في مناطق أخرى.

أن هذه العائلة حكمت قسماً كبيراً من لبنان، وربما القسم الأكبر مساحة وسكاناً وجباية، بالإضافة إلى المناطق الوسطى من سوريا في فترات كثيرة (من ضمنها المنطقة المعروفة الآن ب محافظة حمص والتي تبلغ مساحتها 42226 كم مربع إذ تشكل 22% من مساحة سوريا بحدودها الحالية أي ما يعادل أربعة أضعاف من مساحة لبنان الحالية تقريباً)، ونبغ من أهلها بالإضافة إلى ميادين السيف والحكم والسياسة، أعلام في العلم والفقه والشعر ما لا يمكن طمسه من كتب التراجم، ودواوين الشعر، والذاكرة الشعبية الباقية رغم السنين، وإن ما خلفوه من آثار لا تزال باقية، من القلاع والحصون والمرابط والمساجد والأوقاف. وقد كانت بعلبك وبلادها من أغنى مناطق سوريا أوقافاً وحبوسات على المدارس والمشاهد داخل البلاد وخارجها، بما فيها الحرمين الشريفين، وكان الأمراء الحرافشة يقومون، بالإضافة إلى مهامهم في الحكم، بالولاية الشرعية عليها. لم يجد أحد أوائل المكلفين والمتبرعين المساهمين بوضع تاريخ شبه رسمي عن لبنان ما يقوله في الإشارة إلى هذه العائلة وتاريخها الذي استمر أكثر من أربعماية عام إنها: «عائلة من الشيعيين بجوار بعلبك، يخاف سطوتها عابرو الطرق وسكان سهل البقاع وهي عائلة الأمراء الحرافشة».

وهذا هو حال معظم زملاء هذا المؤرخ الذي أدخل كغيره في صلب التاريخ اللبناني الكثير مما وضعته مخيلته الخصبة وحدها، فإنخدع به الكثيرون جهلا أو تجاهلا وساروا على منواله. والغريب أنه لولا رغبتهم وحماستهم في إبراز بطولة فخر الدين وأمجاده لكان نصيب هذه العائلة من الذكر في مجرى الأحداث أقل بكثير. فأمجاد الأمير بحاجة إلى قلاع تسقط، وقرى تُدمّر، وأرزاق تنهب وخصوصاً أمراء يهزمون. من هنا كان للحرافشة أو غيرهم من الشيعة اللبنانيين. حتى أن صحة تشيع هذه العائلة، وتعلقها بمذهبها، تعرض للكثير من الأوهام التي حاولنا عبثا أن نجد لها مبرراً ولو باطلا في صفحات التاريخ، باعتبار أن أول من أشاعه وروجه هم من جهابذة هذا العلم وكبار رجاله.

يقول أسد رستم: " تظاهر الأمراء الحرافشة بالانتماء إلى الشيعة ليسايروا سكان المنطقة التي تولوا أمر إقطاعها ". وقال مجتهداً ليوضح كيف أصبح الحرافشة دروزاً؟ «إن بلاد بعلبك التي يحكمها الأمراء الحرافشة كانت تخصع لسلطة آل تنوخ ولا يستبعد أن يكون الحرافشة قد اعتنقوا الدعوة التوحيدية إرضاء لساداتهم».
ولم يقتنع الأب بولس قرألي أنهم كانوا سنة أو دروزاً فكان له رأي آخر: «عمرت البلاد وأينعت الأراضي، وجر تيار المسيحية حكامه أنفسهم، من آل شهاب المسلمين، وحرفوش الشيعي، فتنصروا، وأصبح لبنان معقل الكاثوليكية في الشرق».

يقول الدكتور سعدون حمادة في كتابه تاريخ الشيعة في لبنان إن (فالرفض أي التشيع) لازمهم منذ العصر المملوكي ودفعوا من أجله ثمناً باهظاً في العهد العثماني. ولم يشذ عن هذا المسلك واحد منهم في القديم والحديث.
وقد فات المؤرخ رستم أن مدينة بعلبك لم يكن من أهلها شيعي واحد بعد قرن على حكم الحرافشة في أيام الأمير علي بن موسى. كما يجب أن يستبعد المؤرخ الآخر، أن يكون أحد من الحرافشة قد اعتنق مذهب التوحيد، لأن عقد الصلح الذي جرى بعد مقتل الأمير فارس شهاب، في 27 من آب سنة 1680م، بواسطة وحضور أحمد المعني، نص في أحد بنوده، على أن لا يسكن في بلاد بعلبك درزي. ويجب أن لا ننسى بأن الراية التي رفعوها وقاتلوا تحت لوائِها هي الراية الحمراء ذات الخط الأخضر، حيث اللون الأحمر هو لون التوهج ويدل علي الاشراق والامل والقوة، كما يرمز الخط الأخضر إلى راية آل البيت والشيعة
، فهذا العَلم ألهبَ حماستهم فجعلهم يأتون ضروباً من الفروسية والشجاعة المتناهية والإقدام المنقطع النظير. فالعَلم قديماً وحديثاً له رمزيته وقدسيته ومن ألوانه تستمد المعاني والقيم التي يقاتل من أجل إعلائها الفرسان، ومن هنا لُقب شيعة لبنان بالمتاولة تمييزاً لهم عن غيرهم من أتباع المذهب نفسة في البلاد الأخرى. «فهم الشيعة المحاربون الذين غامروا في لهوات الحرب، كسكان بعلبك والبقاع وبلاد بشارة وبلاد كسروان. أما الذين لم يخوضونها كسكان دمشق وحلب فلم يعرفوا لفظ المتاولة».

### طمس معالم الحقيقة
تغنى مؤرخو لبنان بمعركة ( عين دارا) ونتائجها لإنها " كانت المعركة الفاصلة في شأن لبنان، إذ جاء النصر التام على الحزب اليمني الأبيض فهلك معظمهم في حومة الوغى وتفانى قوام عصبيتهم كل التفاني وفي جملتهم امراء آل علم الدين الذين كانوا صدعاً مستمراً في بناء سلطة المعنيين والشهابيين". لقد نسبوا النصر إلى أمراء جبل لبنان ومشايخه، ومقدميه، وطمسوا معالم الحقيقة، وكشفها قنصل فرنسا في صيدا، Estelle(استيل) برسالة إلى وزير الدولة، "Pont Chartrain"(بونت شرتران)التقرير المؤرخ في الثالث والعشرين من آيار سنة 1711م وجاء فيه:
L’Emir Aydar a demandé la protection d’un cheik très puissant de Balbek qui la lui a accordée, et lui a donné environ deux mille cinq cents hommes de bonnes troupes pour ce pays .Il a pris cette petite armée vers le Chouf ou `le nombre a bien augmente’ par les druses de la bannière rouge qui l’on rejoint.
En très peu de jours il a eu sous son ordre quatre milles hommes…
وهذه ترجمة النص:

«طلب الأمير حيدر الحماية من شيخ بعلبك القوي جداً. وقد منحه الحماية، وأعطاه قرابة الفين وخمسماية رجل من خيرة جنود هذا البلد. وتقدم - بسرية تامة - مع هذا الجيش الصغير إلى بلاد الشوف. وبسرعة ازداد عدده بتجمعات الدروز من (القيسية الحمر) الذين التفوا حوله. وخلال أيام قليلة بات تحت إمرته أربعة آلاف رجل».

وكان الأمير حسين الحرفوش ذا سطوة وقوة، حكم خلال الفترة (1692-1712م)، لجأ إليه الأمير حيدر الشهابي لما طرده بشير باشا والي صيدا، ونصب على ولايته الأمير يوسف علم الدين يسانده أبو هرموش. اختبأ الأمير حيدر بادئ ذي بدء في مغارة عزرائيل بجوار الهرمل . 'ثم طلب مساعدة حاكم بعلبك الحرفوشي فمنحه الحماية، وزوده بألفين وخمسماية رجل من شجعان بلاد بعلبك 'وعاد الأمير حيدر مع هذه القوة الصغيرة إلى رأس المتن، فالتف حوله أمراء القيسية (الحمراء) وارتفع عدد أنصاره إلى أربعة آلاف رجل خاض بهم معركة (عين دارة) سنة 1711م . ضد قوات اليمنية (البيضاء) وبقيادة محمود أبي هرموش وأمراء آل علم الدين، ومساندة نصوح باشا والي دمشق وبشير باشا والي صيدا، وكتب النصر للأمير حيدر وجند بعلبك، وفر اليمنيون مخلفين على أرض المعركة قرابة خمسماية قتيل،

كما أتى ستيفان ونتر [الإنجليزية]على ذكر تلك الواقعة حيث قال في أطروحته:
| آل حرفوش | The Harfushes do not seem to have joined the Hamadas who had already been at war with the vali of Tripoli for nearly a year. Instead, they gave the emir Haydar al-Shihabi refuge when it became clear that the state intended to replace him with a rival Druze household, and provided 2500 troops to enable him to crush his enemies and establish the Shihabi as the sole tribal ruler ship of Sidon. | آل حرفوش |

 وترجمته كالتالي:

يبدو أن الحرافشة لم ينضموا إلى الحمادية اللذين كانوا فعلا في حالة حرب مع والي طرابلس لما يقارب العام. وعوضاً عن ذلك أعطوا الأمير حيدر الشهابي اللاجئ عندهم، الدعم عندما أصبح جلياً أن الدولة العثمانية كانت تنوي إستبداله بإحدى الشخصيات الدرزية المنافسة له في المنزلة، حيث قدم الحرافشة للأمير حيدر 2500 جندي لتمكينه من سحق أعدائه وإقامة إمارتهِ الشهابية منفرداً في صيدا.

ويفهم من ذلك أن كلا من الحمادية في حربهم مع والي طرابلس والأمير حيدر الشهابي في معركتة في عين دارا كانا في حاجة لدعم الأمير حسين الحرفوشي الذي كان حاكماً لبعلبك والبقاعين في ذلك الوقت.

## الحرافشة ودرء الفتن الطائفية
(فقرة فتنة 1841م من مقالة صاحب الغبطة البطريرك يوسف حبيش، حول دور الأمير خنجر في إسترجاع زحلة.)
تتباين المصادر حول حقيقة الشيعة (الإثنا عشرية)عموماً في البقاع في الفتن الطائفية التي أجتاحت البلاد سنة 1860م.
لا شك أن ما تعرض له الشيعة (الإثنا عشرية) الجبليين انعكس توتراً في البقاع لم يصل إلى درجة المجابهة العامة، كما جرى في مناطق أخرى، وإن كانت بعض التقارير تتحدث عن أعمال سلب وتعديات قام بها الحرافشة على بعض القرى وإغارات مارونية على حدث بعلبك.
إن الأنباء التي نقلها المهاجرون الجبليون الشيعة (الإثنا عشرية) شحنت النفوس بمشاعر التوتر والعداء. كما وصلت رسائل إلى الحرافشة كتبها نصارى من الجبل تحدثت عن نوايا نصرانية بالاعتداء على عيالهم اللاجئين إلى بعض قرى (العشائر) الحمادية في الجبل.
إن عريضة أرسلها وكلاء عموم زحلة إلى البطريرك إثر وصول جماعة من قبله إلى المدينة لمعاينة الأحوال عن كثب تنقل صورة واضحة عن أوضاع زحلة، وسائر النصارى في البقاع، وعلاقتهم بالحرافشة وشعورهم بأن وجودهم في البقاع لا يستقيم بدونهم (أي بدون الحرافشة). وهو شعور حقيقي ليس فيه محاباة ولا مداراة ولا مجاملة، لأنه موجه إلى المسيحي الأول ولن يصل إلى مسامع غيرة في كل حال.
| آل حرفوش | مار بولص قدس سيدنا الجليل وراعي الرعاة النبيل، الكلي الغبطة والفائق الإحترام. نقضي أنه عند حضور أولادكم لهذا الجانب وجدنا حاصلة المغايرة من طايفة الحمادية على تعلقاتنا. لزم اننا جعلنا الوسايط لأجل المسالمة مع جناب أفندينا الأمرا حرفوش المحترمين. وتوجهنا للثم أيديهم. وبوقته اندرج حال أولادكم. وكل من النصارى الزراع توجه لمحله وصار لجمع الباقي من مزروعاته. والآن لقد اطَّلعنا على تحرير وارد إلى بعض جنابهم من أحد نصارى بأن طانيوس بك شاهين مراده ضرب العاقورة بسبب أن عيال جناب الأمراء الموفى اليهم بالمحل المرقوم وحيث اننا وجنابهم الحال مصرحه اطلعنا على التقرير المرقوم، وقدمنا لجنابهم الرجا بأن هذا الأمر ربما يكون عادم الصحة. وباشرنا بتقديم لديكم لكي يكون بشريف مسامعكم، إنه أولاً لولا وجود الأمراء ببعلبك، حالنا لم يمشي قطعاً ولا بوجه مطلقاً والذي كنا نظنه من طانيوس المرقوم أنه عوضاً عن هذه المساعدة نحونا يقدم كافة الخدمات إلى عيال جنابهم حتى يزدادوا بقيام مصالحنا. والآن ظهر بخلافه فلأجل ذلك لزم نصرح (...) لغبطتكم لكي يصدر أمركم المرقوم طانيوس يكف يد عن كذا عمل، لأنه يكفي ما جرى علينا. وإذا وقع أدنى إنجرار، من المعلوم يصير الحال أكثر من الماضي وإذا رغبنا إيضاح الذي عمال يحصل لجناب الأمراء من المساعدة لعموم النصارى يطول الإسهاب بشرحه. فالرجا في غيرتكم وحكمتكم يصنع كما يقع فيه اللياقة مع أعيال جنابهم. أكرموا علينا بمرسوم الإيجابي لكي يصير عرضه لديهم لأجل رفع (الوسوسة) لأن أملنا بغيرتكم لنمد جنابهم كلما يلزم من المساعدة. هذا ما لزم مع عدم أبراحنا من صالح دعاكم. نكرر لكم ما تقدم ثانياً وثالثاً. في 25 آب 1860م أولادكم وكلاء عموم زحلة | آل حرفوش |

و لإلقاء مزيد من الضوء على دور آل حرفوش في درء الفتن وخاصة فتنة زحلة عام 1841م، يمكن الرجوع لمقالة الأمير خنجر بن ملحم الحرفوشي فقرة حصار زحلة.

### دور آل حرفوش في بناء دور العبادة المسيحية
تناول البروفسور الكندي ستيفان ونتر في كتابه شيعة لبنان تحت الحكم العثماني من 1516: 1788، دور آل حرفوش في بناء الكنائس لتأمين حرية ممارسة الشعائر الدينة وذلك في الصفحة 44و 122 ما ترجمته: لم تطرأ تغييرات جوهرية على خريطة لبنان المذهبية حتى آخر الثامن عشر بفعل أحداث عنيفة أو جسيمة. كان التغيير الأكبر الذي حصل هو هجرة موارنة الشمال التي بدأت أيام فخر الدين الثاني الكبير وبتشجيع منه واستمرت على مدى الإمارتين نحو الجنوب. كان للاميرين فخر الدين الثاني وأحمد الدور الأهم في استقدام الموارنة الذين تولوا تطوير قطاع الحرير. وقد استوطن هؤلاء مختلف المناطق ذات الأغلبية الدرزية، كما في الشوف والغرب، والشيعية كما في جبل عامل والبقاع، والسنية كما في أغلب المدن الساحلية وبعض الداخل. وأشار وينتر في كتابه إلى دعم آل حرفوش بناء دور العبادة المسيحية وإلى تكريم أبناء جبل عامل الشيعة والقديسين النصارى كأولياء، بالإضافة إلى تقديم كل أنواع المساعدات لأبناء جبل عامل، والعطايا للأديرة والكنائس.

## نهاية حكمهم
آخر المعارك

عن كتاب تاريخ بعلبك، ألوف، المطبعة الأدبية، طبعة 1904، ص 85
في سنة 1850 حدثت الأمير محمد نفسه الخروج عن طاعة الدولة العلية فعصى وجمع عسكراً من بلاد بعلبك ووادي العجم فأرسلت عليه الدولة إذ ذاك عسكراً بقيادة مصطفى باشا فإنهزم أمامه الأمير إلى قرية معلولا فتحصن بها مع إخوته الأمراء عساف وعيسى وخليل وأولاد عمه آل الحسن (فخذ من الحرافشة) فحصرتهم العساكر الشاهانية إلى أن دخلتها بوسيلة من أهلها فهرب الأمير خليل وأولاد عمه وبقي محمد وعيسى وعساف فتحصنوا ضمن كهف هناك.....

لقد تضافرت عوامل عدة في طي صفحة من تاريخ الشيعة في البقاع تعود لآربعماية عام خلت. على رأسها اتفاق الرأي الدولي الممثل بإنكلترا وفرنسا، أكثر الدول نفوذا في هذه الحقبة، مع رغبة الدولة العثمانية، في الخلاص من هذه العائلة، بالإضافة إلى عاملين داخليين مهمين أولاهما الحرب الطائفية التي بدلت مقاييس كثيرة وتحالفات تقليدية ودعم مسيحي كانت كلها من المسلمات السياسية في هذه المنطقة، والعامل الثاني جبهة شيعية لم يعد تماسكها التاريخي مؤثرا بفعل المستجدات والتدخلات والآثار التي خلفتها الحوادث الطائفية وتشعباتها وانعكاساتها وآثارها السياسية والنفسية أيضاً.

تمكنت السلطة أخيراً من التحكم في مصير الحرافشة وهو أمر عجزت عنه طويلا فيما مضى . حتى حريم الأمراء وصغارهم لم ينجوا من مشقة الأسى والمعاناة. فقبضت الدولة عليهم وأرسلتهم إلى بلاد لم يسمعوا بها قط قبل ذلك كأدرنة وكريت ومجاهل الأناضول،
إضافة إلى تشرد بعضهم في دمشق والقاهرة (بعض من ذرية الأمير أحمد بن محمد بن سلطان الحرفوش تحديداً) وسائر مدن ومناطق الإمبراطورية، «ولم يبقى من هذه العائلة غير بعض أفراد ساكنين في القرى لا أهمية لهم»، كما يختم ألوف تاريخه، عن أيامهم الغابرة، حيث تسركلوا على مرتين أول مرة إلى كريت سنة 1273 هـ (1856م) بقوا نحو سبع سنوات وإنضموا إلى الحنفيين ثمانية إلى الأستانة. ثم نفيهم ثانية سنة 1280هـ (1863م) إلى الأستانة وإنضم اليهم من في كريت وبقي منهم قسم قليل في قرى بعلبك منها: الحدث، النبي رشادة، كفردان وبودي.

و قد صادرت الدولة أرزاقهم وبيوتهم وأملاكهم وخصصت لكل فرد منهم راتباً أسمته بدل أملاك مضبوطة بقي المورد الوحيد للمشردين منهم في مختلف مناطق الإمبراطورية حتى سقوط الخلافة العثمانية سنة 1924 م. أما القلة التي بقيت في بلاد بعلبك في لبنان فقد استمرت الدولة المنتدبة تدفع لهم رواتبهم حتى الاستقلال وبقيت أملاكهم مصادرة رغم بعض المحاولات لاستعادتها، ثم فرض عليهم في مرحلة لاحقة التنازل عن مرتباتهم لقاء مبلغ مقطوع دفعته الحكومة اللبنانية لم يكن يتناسب مع قيمتها. وكأنهم على موعدٍ جديد من الاضطهاد مع ولادة كل عهدٍ جديد، حيث تم حرمانِهم لا حقاً من الحصول على الحد الأدنى من الوظائف العامة وهم رواد الاستقلال على مر الزمان، لذا ينطبق عليهم القول بأن الفعل كان لهم وغيرهم قطف الثمار.

### تأثير اختفائهم المفاجئ على المجتمع الشيعي في بعلبك
يقول Professor Stefan Winter في كتابه وهو يصف تأثير اختفائهم المفاجئ على المجتمع الشيعي في منطقة بعلبك The Shiite Emirates of Ottoman Syria (MID 17th –MID 18th Century),page 236 ما نصه:
| آل حرفوش | The abrupt disappearance of the Harfush emirate left the shiite community of baalbek bereft of any anciently – rooted , indigenous social leadership , making it that much more of likely venue for the rise of foreign-inspired ideological mass movements such as communism, Nasirism ext…in Lebanon’s tumultuous 20th century | آل حرفوش |

#### ماذا ردد أهالي بلاد بعلبك إثر مقتل الأمير سلمان ؟
و لا يزال الناس بعد فقد رجل خطير الشأن عظيم القدر يخشون من الفراغ الذي سيخلفه، يرددون مع سلمان (سلمان بن ملحم الحرفوشي) أو مع من قال على لسانه هذا البيت الذائع من الشعر الذي قل من لا يحفظه ويردده من أهالي بعلبك والهرمل وسكان البوادي والمدن حتى حلب والجزيرة العربية:
- ومن إحدى الأمثلة على طبيعة العلاقة المميزة التي كانت تربطهم بأهالي المنطقة، والتي إستمرت حتى بعد إنتهاء حكمهم، يمكن الإستئناس بمقالة فريد صابور عن أ. توفيق شمعون الفنان والشاعر من قرية سرعين البقاعية، كأنموذجاً لما كان يمثل أ.شمعون في هذه القرية.

## عودة البعض منهم من منفاه إلى لبنان
واستمروا في الحكم إلى العام 1868 م (منتصف القرن التاسع عشر تقريباً) حيث فتكت بهم الدولة ونفتهم خارج بلادهم وذلك عام 1868 – 1869 وعيّنت لهم معاشات ثم سكنوا إسطنبول ودخلوا في وظائف الدولة العليا حتى صار منهم رئيس شورى الدولة المشير نصرت باشا.

وبقي منهم بقية في تمنين وسرعين وشعث والنبي رشادي في قضاء بعلبك. ثم ما لبث أن عاد البعض مما تم نفيهم إلى البلاد على دفعات، وبقي البعض الآخر في تركيا (ذرية أمين بن حسين بن قبلان بن أمين) ثم انتقلت منهم لاحقاً من إسطنبول إلى مصر (ذرية كل من حسين وموسى غالب ومحمد أولاد الأمير أحمد الحرفوش حصراً).
- معرض الوثائق و الصور
- سركي معاش الأمير أحمد بن محمد بن سلطان حرفوش من السلطات العثمانية مقابل أملاك مصادرة.
- سند رسمي بالمعاش صادر لبنت الأمير مخيبر بن إبراهيم الحرفوش من السلطات العثمانية.
- شيك بدل أملاك مصادرة صادر لصالح المير فدعا حمد الحرفوش في عهد الأنتداب الفرنسي بتاريخ 1/09/1925
- خطاب موجه إلى رئيس جمهورية لبنان الكبير حبيب باشا بخصوص طلب إسترداد الأملاك المصادرة لآل حرفوش بخط يد أحمد بن محمد بن سلطان الحرفوش
- كشف بالقرى (الجفلكات) العائدة لأمراء آل حرفوش المصادرة من قبل السلطات العثمانية.
- المير على حرفوش أمير من بعلبك، لبنان، عام1896م، تزوج ولم يعقب.
- لوحة ملونة لمدينة بعلبك رسمها لويس هاغ عام 1843م.
- خريطة كيبرت للبنان عام 1856م.

## أبرز أمرائهم
- حرفوش الخزاعي: قاتل مع أبو عبيدة بن الجراح وشارك في فتح بعلبك[8]
- موسى (الأول) بن حرفوش كان امير البقاع البعلبكي في بداية العهد العثماني.
- الشيخ محمد الحرفوشي: عالم دين شيعي شهير وصاحب مؤلفات وشاعر وأديب، توفي عام 1059 هـ.
- شلهوب الحرفوشي
- حمد الحرفوشي
- فاعور بن حمد و محمد بن حمد و يوسف بن حمد : أولادحمد الحرفوشي
- شديد الحرفوشي
- إسماعيل بن شديد الحرفوش البعلبكي الخزاعي: تولى إمارة بعلبك من والي طرابلس.[90]
- موسى بن علي الحرفوش البعلبكي: كان فاضلا شاعرا أديبا. تولى إمارة بعلبك بعد مقتل أبيه عام 1062 هـ على يد والي دمشق مراد باشا في قلعة دمشق خنقا. وبقي الأمير موسى في الحكم حتى دخلها الأمير علي بن جانبولاد.[91]
- إسماعيل بن موسى الحرفوشي
- علي بن موسى الحرفوش
- مصطفى الحرفوشي: والد سلطان وجهجاه وأمين.
- سلطان بن مصطفى الحرفوشي: توفي عام 1255 هـ.
- أحمد بن محمد بن سلطان الحرفوش: توفي عام 1956 ميلادي
- جهجاه بن مصطفى الحرفوشي: توفي عام 1225 هـ.
- أمين بن مصطفى الحرفوشي: أخو جهجاه، توفي عام 1257 هـ.
- نصوح بن جهجاه بن مصطفى الحرفوشي: نزع عمه أمين على إمارة بعلبك.
- قبلان بن أمين بن مصطفى الحرفوشي: قصد قبلان الحرفوشي إسطنبول مع والده وبقيا فيها حتى رحيل إبراهيم باشا، وأثناء عوتهما إلى بعلبك توفي والده في بيروت.
- خنجر بن ملحم الحرفوشي: وهو أخو الأمير أسعد والامير سلمان
- أسعد بن ملحم الحرفوشي: كان حيا عام 1282 هـ. وهو أخو خنجر وسلمان
- سلمان بن ملحم الحرفوشي: توفي عام 1282 هـ.
- جواد الحرفوشي: كان واليا على بعلبك عام 1832 م / 1248 هـ.
- عمر بن إسماعيل بن علي الحرفوشي: كان حاكما على بعلبك وبنى فيها قصرا عام 1078 هـ.[92]
- فارس الحرفوشي: قتله ابن عمه عمر الحرفوشي عام 1091 في صراع بينهما على السلطة.[93]
- داود بن عمر الحرفوشي : قتله ابن عمه الأمير جهجاه بن مصطفى عام 1209 (1795 م) وأسمل عيون إخوته.[94]
- خليل الحرفوشي وأخوه عساف الحرفوشي: لما بلغ خليل الحرفوشي أمر وفاة أخيه الأمير عساف جزع عليه كثيرا حتى قتل نفسه بالسيف وذلك عام 1856 م (1272 هـ).[95] ولهما أخ ثالث يدعى الأمير عيسى الحرفوش.
- محمود الحرفوش: كان معاصراً لـسلمان بن ملحم الحرفوشي، وقُتل في زمانه واتّهم سلمان زوراً بقتله، حيث تأكد لاحقاً بأن أحمد حمية هو القاتل الحقيقي لمحمود الحرفوشي.
- منصور الحرفوشي عم الأمير محمود الحرفوش المعاصر للأمير سلمان بن ملحم الحرفوشي
- حسين بن قبلان بن أمين الحرفوشي: كان معاصرا لخنجر وحمد الحرفوشي، تم تعيينه حاكما على بعلبك (1842- 1843)ولصغر سنه تم تعيين الأمير سعدون الحرفوشي وصيا عليه
- يونس الحرفوشي
- أحمد بن يونس الحرفوشي: توفي عام 1030 هـ.
- حسين بن يونس الحرفوش: ابن يونس الحرفوشي وشقيق أحمد بن يونس الحرفوشي.
- علي بن يونس الحرفوشي وأخوه الأمير محمد بن يونس الحرفوشي: أولاد الأمير يونس الحرفوشي
- حسين الحرفوش: الظاهر أنه من نسل وأحفاد حسين بن يونس الحرفوشي.
- سعدون الحرفوشي: كان وصيا على حسين بن قبلان بن أمين الحرفوشي في صغره، توفي عام 1843 م.
- حيدر الحرفوشي
- قاسم بن حيدر الحرفوشي
- درويش بن حيدر الحرفوشي

## وصلات خارجية

### مواقع
- كتاب خزاعة عبر التاريخ من ص 214:212
- en:Stefan Winter (historian) [بالإنجليزية] (11 مارس 2010). The Shiites of Lebanon under Ottoman Rule, 1516–1788. Cambridge University Press. ISBN:978-1-139-48681-1. مؤرشف من الأصل في 2016-07-23.

### ملفات للتحميل
- آل الحرفوش في بعلبك (١٤٩٧ ١٨٦٥ م) دراسة تاريخية رسالة تقدمت بها الطالبة زهرة محمد حلو الشيباني
- تاريخ الأسر الشرقية، عيسى إسكندر المعلوف، الجزء السابع، ص 521 ومايليها
- أنساب القبائل العربية وغيرها للعلامة محمد المهدي الحسيني القزويني خاصة ص 53 التي تؤرخ قدومهم للشام
- أكذوبة معركة عنجر، جريدة الأخبار، الخميس 18 نيسان 2024
- تاريخ آل حرفوش في لبنان - محمد الحرفوش

### تسجيلات يوتيوب
- «القاضي حسن الأمين يروي آل حرفوش بعلبك»- على اليوتيوب

- الشيخ سلام العبطان الخزاعي حديث عن تواجد عشائر و قبائل إمارة خزاعه في العراق و خارجه.

## الهوامش
1. ↑  لسان العرب - ابن منظور - النسخة الإلكترونية نسخة محفوظة 04 2يناير6 على موقع واي باك مشين.
2. ↑  عيسى اسكندر المعلوف - مؤرخ وعضو المجمع العلمي العربي بدمشق - مقالة نشرت له في العدد التاسع من مجلة العرفان الصفحة 291
3. ↑  المعلوف, تاريخ الأسر الشرقية, الجزء السابع, ص 525 وما يليها.
4. ↑  تاريخ الشيعة في لبنان، سعدون حمادة، دار الخيال، الطبعة الثانية، مجلد1، ص 255.
5. ↑  مقتطف من محاضرة للدكتور نصر الله في سياق سلسلة المحاضرات التاريخية التي تنظمها حوزة الإمام السجاد(ع) العلمية تحت عنوان «حلقات من التاريخي الشيعي اللبناني». في مقرّ الحوزة في الضاحية الجنوبية تحت عنوان صفحات من تاريخ الشيعة في بعلبك. قدم للمحاضرة وأدار الحوار الشيخ الدكتور أحمد قيس.
6. ↑  موقع شؤون جنوبية،العدد السادس والتسعون، نيسان 2010 نسخة محفوظة 08 ديسمبر 2015 على موقع واي باك مشين.
7. ↑  تاريخ نظام المسئولية عند العشائر العراقية، ص 410، صادر عن جامعة بغداد.
8. 1 2  القزويني الحسيني، الإمام العلامة المرحوم السيد مهدي، أنساب القبائل العراقية وغيرها، منشورات المكتبة الحيدرية ومطبعتها، النجف، 1383هـ- 1963م، ط2، ص 53.
9. ↑  تاريخ بعلبك، ميخائيل موسى ألوف البعلبكي، طبعة 1926، ص 86 و 87.
10. ↑  من عرب الحياري وأصل الإسم مشتق من نمر
11. ↑  تاريخ بعلبك، حسن عباس نصر الله، مؤسسة الوفاء، طبعة أولى، ص 226.
12. ↑  ابن إياس - كتاب بدائع الزهور، ج5، ص 252 – 253
13. ↑  دواني القطوف في تاريخ بني المعلوف - صفحة 155
14. ↑  مفاكهة الخلان، إبن طولون، 200/1.
15. ↑  تاريخ بعلبك، حسن عباس نصر الله، مؤسسة الوفاء بيروت، ج أول، طبعة 1984، ص 226.
16. ↑  تاريخ الشيعة في لبنان، سعدون حمادة، دار الخيال، طبعة ثانية 2013، مجلد1، ص 245
17. ↑  تاريخ الشيعة في لبنان، سعدون حمادة، دار الخيال، طبعة ثانية2013، مجلد أول، ص 243.
18. ↑  الثورة الشيعية في لبنان، سعدون حمادة، دار النهار، الطبعة الأولي2012، ص 255.
19. ↑  أطروحة الدكتوراة باللغة الإنجليزية، ستيفن ونتر، جامعة شيكاغو، 2002.الإمارات الشيعية في سوريا العثمانية
20. ↑  تاريخ الشيعة في لبنان، سعدون حمادة، طبعة ثانية 2013، مجلد 1، ص 7و 8.
21. ↑  ستيفان ونتر، جامعة شيكاغو - 2002، تاريخ تنورين، شربل داغر، ص 143.
22. ↑  تاريخ الشيعة في لبنان، سعدون حمادة، دار الخيال، طبعة ثانية 2013، مجلد1، ص 12
23. ↑  الإمارة الدرزية، أبو حسين؛ا.م.د.، سجل50/619 صادر في 8 تموز 1585، ص 108.
24. 1 2  THE SHIITES OF LEBANON UNDER OTTOMAN RULE (1516 -1718), STEFAN WINTER, CAMBRIDGE UNlVERSITY PRESS, 2010, Page 43&42
25. ↑  MD 7:409, 509; see also Bakhit, The Ottoman Province of Damascus, 175.
26. ↑  بتحويل سنجقية صيدا - بيروت الى بيكلربيك، تحت حكم علي الحرفوشي، أصبحت قلعة صيدا من قلاع المير علي الحرفوشي حكماً.
27. ↑  Stefan Winter (11 March 2010). The Shiites of Lebanon under Ottoman Rule, 1516–1788. Cambridge University Press, Page 120.
28. ↑  تظهر هذه الخارطة الإقطاعات الواسعة التي وصلوا اليها الحرفوشيين في منطقة الجولان، ناهيك عن إقطاعاتهم في بعلبك، البقاع، وادي العجم و ( حمص و تدمر في بعض الأحيان).
29. ↑  تاريخ الأزمنة، البطريرك إسطفان الدويهي، ص 571
30. ↑  مصطلح "وادي العـجم" حيث كانت تسمى المنطقة الممتدة من داريا إلى كناكر مروراً بــ "قطنا" بــ "قضاء وادي العجم"إن مصطلح "وادي العجم" لم يظهر في المصادر التاريخية قبل سنة /803/ هجرية.
31. ↑  THE SHIITE OF LEBANON UNDER OTTOMAN RULE (1516 -1718), STEFAN WINTER, CAMBRIDGE UNlVERSITY PRESS, 2010,
Page 47.
32. ↑  أعيان الشيعة، السيد محسن الأمين، ج2، ص 217.
33. ↑  تاريخ بعلبك، حسن عباس نصر الله، مؤسسة الوفاء، طبعة أولى 1984 م، ج1، ص 322.
34. ↑  مجلة العرفان، جزء 9، (م 10)سبتمبر 1924.
35. ↑  تاريخ كرك نوح، د. حسن عباس نصر الله، المستشارية الثقافية الإيرانية، طبعة أولى، ص 152
36. ↑  تاريخ الشيعة في لبنان، سعدون حمادة، المجلد الأول، الطبعة الثانية، 2013، دار الخيال، ص 251و252.
37. ↑  تاريخ الشيعة، سعدون حمادة، دار الخيال، طبعة ثانية 2013، مجلد 1 ص 375.
38. ↑  تاريخ الشيعة في لبنان، سعدون حمادة، دار الخيال، طبعة ثانية2013، المجلد 1، صفحة 312. ،
39. ↑  تاريخ الشيعة في لبنان، سعدون حمادة، دار الخيال، الطبعة الثانية2013، مجلد1، ص 251.
40. ↑  فعلى سبيل المثال عندما أم الرحالة الفرنسي جان دي لاروك بعلبك في 13 تشرين الأول سنة 1689 وأفاض في حديثه عن أميرها الحرفوشي (عمر الحرفوشي ) حين قال عنه أنه صاحب فضل وكرم ومعرفة. تاريخ بعلبك، نصر الله، ج1، ص 278 و 279.
41. ↑  مقالة الثورة الشيعية في لبنان(1710-1685) والتباس المصطلحات، سعدون حمادة، جريدة النهار، 19/02/2013.
42. ↑  تاريخ الشيعة في لبنان، سعدون حمادة، دار الخيال، طبعة ثانية 2013، مجلد1، ص 269.
43. ↑  تاريخ الشيعة في لبنان، سعدون حمادة، دار الخيال، طبعة ثانية2013، مجلد أول، ص 259.
44. ↑  تاريخ بعلبك، نصر الله، مجلد1، ص271.
45. ↑  تاريخ الشيعة في لبنان، سعدون حمادة، دار الخيال، طبعة ثانية2013، مجلد1، ص 253 و 254.
46. ↑  أعيان الشيعة، الأمين، ج11، ص 262.وكذلك ج 7، ص 278 من المرجع نفسه
47. ↑  Ibid., 52—3; Goudard, La Sainte Vierge an Liban, 399.
48. ↑  THE SHIITES OF LEBANON UNDER OTTOMAN RULE (1516 -1718), STEFAN WINTER, CAMBRIDGE UNlVERSITY PRESS, 2010, Page 166.
49. ↑  Alixa Naff, 'A Social History of Zahle, a Principal Market Town in Nineteenth-
Century Lebanon' (UCLA doctoral thesis, 1972), 72-86, 519.
50. ↑  دواني القطوف، عيسى إسكندر المعلوف، طبعة آذار 1907، ص 213 و 214.
51. ↑  بعد نفي الحرافشة ومصادرة أملاكهم تمكنت بعض العائلات المسيحية، ومعظم أعيانها من الذين كانوا يعملون في خدمة الحرافشة والإهتمام بأمورهم المالية والكتابية، من الحصول على ملكية القسم الأكبر من الأملاك المصادرة عن طريق الإدارة العثمانية.
52. ↑  ،D.D.C.، T14.P.226،تاريخ الشيعة في لبنان، سعدون حمادة، الطبعة الثانية، مجلد1، ص 373.
53. ↑  لبنان في القرن السادس عشر، عصام خليفة، جدول الجباية في بعض النواحي اللبنانية، ص 61.، تاريخ الشيعة، مرجع سابق، ص 374.
54. ↑  لبنان، مباحث علمية و إجتماعية، الجزء الأول، لجنة من الأدباء بهمة إسماعيل حقي بك متصرف جبل لبنان والمؤرخ هو الأب بولس نجيم، 1931م، تاريخ الشيعة في لبنان، مرجع سابق، ص 374.
55. ↑  لآراء وأبحاث، أسد رستم، ص 104.
56. ↑  مقاطعات جبل لبنان في القرن التاسع عشر، غنام، مرجع سابق، تاريخ الشيعة في لبنان، سعدون حمادة، دار الخيال، طبعة ثانية 2013، ص 376.
57. ↑  تاريخ الشيعة في لبنان، سعدون حمادة، دار الخيال، طبعة ثانية 2013، من ص 371: 376.
58. ↑  تاريخ بعلبك، حسن نصر الله عن الشدياق، ص 275، الثورة الشيعية في لبنان، سعدون حمادة، دار النهار، طبعة أولى 2012، ص 264.
59. ↑  المعلوف، عيسى إسكندر، الأمراء الحرفوشيون، مجلة العرفان، عدد كانون الثاني 1924، الجزء الرابع،مجلد 9، ص 296
60. ↑  
موقع الجيش اللبناني نسخة محفوظة 16 ديسمبر 2019 على موقع واي باك مشين.
61. ↑  كافة المراجع بلا إستثناء أجمعت على وصفهم بالشجاعة والإقدام والفروسية منقطعة النظير أمثال، ألوف،الشدياق، الأمين، نصر الله، حمادة وغيرهم
62. ↑  الشيخ أحمد رضا والفكر العاملي، فايز ترحيني، ص 14.، خطط جبل عامل، السيد محسن الأمين، ص 60.، الثورة الشيعية في لبنان، سعدون حمادة، ص 23.
63. ↑  مزهر: تاريخ لبنان اليوم:408/1
64. ↑  تاريخ بعلبك، حسن عباس نصر الله، مؤسسة الوفاء، طبعة أولى 1984، مجلد1، ص 12.
65. ↑  Le Leban: Documents Diplomatiques. Adel Ismail 1/95’
66. ↑  تاريخ بعلبك، حسن عباس نصر الله، مؤسسة الوقاء، طبعة 1984، ص 12.
67. ↑  تاريخ الشيعة في لبنان،سعدون حمادة، دار الخيال، الطبعة الثانية 3013، مجلد 1، ص307.
68. ↑  تاريخ الشيعة في لبنان، سعدون حمادة، دار الخيال، طبعة 2013، مجلد 1، ص 306.
69. ↑  حكم الأمير حيدر الشهابي بلاد الشوف بين (1708-1732م).
70. ↑  Documents Diplomatiques. Adel Ismail 1/24
71. ↑  تاريخ بعلبك، حسن عباس نصر الله، مؤسسة الوفاء، طبعة أولى 1984، مجلد1، ص 280 و281
72. ↑  THE SHIITE EMIRATES OF OTTOMAN SYRIA (MID-17m -MID-18m CENTURY), STEFAN HELMUT WINTER, THE UNlVERSIlY OF CHICAGO, CHICAGO, ILUNOIS AUGUST 2002,pages 225:226.
73. ↑  (Adel Ismail) AE B1 1018 (Seyde), 932-3 (23 May 1711)...
74. ↑  تاريخ الشيعة في لبنان، سعدون حمادة، دار الخيال، طبعة 2013، مجلد1، ص 358: 360
75. ↑  أهل لبنان في أعمال المؤرخ كمال الصليبي 1/2 من العصر الإسلامي إلى الإمارة الشهابية نسخة محفوظة 20 أغسطس 2017 على موقع واي باك مشين.
76. ↑  Winter Stefan, The Shiites of Lebanon under Ottoman Rule , 1516-1788 , Cambridge, UK: Cambridge University Press , 2010, page 44 &122.
77. ↑  قد يكون المقصود بهم حزب بني هليل التي منازلها حول جرش. كحالة، عمر، معجم قبائل العرب القديمة والحديثة ج 1، ص 341.
78. ↑  تاريخ بعلبك، ألوف، ص 52.
79. ↑  تاريخ الأسر الشرقية، عيسى إسكندر المعلوف، الجزء السابع، ص 525 وما يليها.
80. ↑  تاريخ بعلبك، ألوف، ص 53.
81. ↑  المعلوف، عيسى إسكندر، تاريخ الأسر الشرقية، دار رياض الريس للكتب و النشر، بيروت، طبعة أولى، يناير 2009، ص 525
82. ↑  تاريخ الشيعة في لبنان، سعدون حمادة، دار الخيال، الطبعة الثانية 2013، ص 370 و 371.
83. ↑  هذه العبارة مقتبسة بتصرف من أحد المؤرخين المعاصرين من آل الزين الذي هو بصدد تأليف كتاب
84. ↑  تاريخ الشيعة في لبنان، سعدون حمادة، دار الخيال، طبعة ثانية2013، مجلد1، ص 364.
85. ↑  بعض الأغاني الشعبية وصفت الحالة الشعبية بعد رحيلهم كما جاء في أغنية الهوارة "وهور يا بو الهوارة يا دين ابويا الهوارة، لمن شدو ع الرحيل وحطو بقلبي نارة " عن الملحن و المؤرخ للتراث الشعبي علي حليحل في مقابلة تليفزيونية.
86. ↑  «مقالة فريد صابور عن  توفيق شمعون»- جريدة الأنوار 9 شباط 1985 ص7
87. ↑  دواني القطوف، عيسى المعلوف، هامش ص 155.، أبوظبي في الوثائق العثمانية، أ.حمد بن عبد الله العنقري، مجلة الدارة، عدد 3، رجب 1429 هـ، ص 69 و 70.
88. ↑  نصرت باشا و سكنه ببغداد حوادث عام 1309هجرية نسخة محفوظة 01 ديسمبر 2017 على موقع واي باك مشين.
89. ↑  اعيان الشيعة – المجلد 2 – صفحة 216– تأليف السيد محسن الأمين
90. ↑  اعيان الشيعة – المجلد 3 – الترجمة رقم 1085 – تأليف السيد محسن الأمين
91. ↑  أعيان الشيعة – المجلد 10 – الصفحة 193– تأليف السيد محسن الأمين
92. ↑  أعيان الشيعة – المجلد 8 – الصفحة375 – تأليف السيد محسن الأمين
93. ↑  أعيان الشيعة – المجلد8 – الصفحة 386– تأليف السيد محسن الأمين
94. ↑  اعيان الشيعة – المجلد 6 – صفحة 376 – تأليف السيد محسن الأمين
95. ↑  اعيان الشيعة – المجلد 7 – صفحة 178 – تأليف السيد محسن الأمين